# Batalla de Lissa (1811)
La batalla de Lissa ocorreguda el 13 de març de 1811, va ser un enfrontament naval entre un esquadró britànic i una coalició de naus franceses i venècianes durant la campanya de l'Adriàtic de les Guerres Napoleòniques. En aquest combat ambdues flotes van lluitar per la possessió geoestratègica de l'illa adriàtica de Lissa, des de la qual els vaixells anglesos interrompien el trànsit marítim francès. Els francesos necessitaven controlar el mar Adriàtic per proveir al seu exèrcit a Il·líria, per la qual cosa van preparar una força d'invasió el març de 1811. L'exèrcit invasor estava format per sis fragates, nombroses embarcacions més petites i un batalló de soldats italians.
La força invasora francesa estava liderada per Bernard Dubourdieu es va trobar amb el capità anglès William Hoste, qui estava al comandament dels quatre vaixells amb base a l'illa. A la batalla que es va produir, Hoste va enfonsar el vaixell insígnia francès, va capturar dos vaixells i va fer fugir a la resta. La batalla va suposar una important victòria britànica a causa de la important diferència de mida de les flotes i al missatge enviat per Hoste. Mitjançant senyals, Hoste va dir als francesos mentre aquests es retiraven: «Recordeu a Nelson». Després d'això va portar el vaixell insígnia francès cap a la vora i va tornar amb el seu esquadró. Se la considera una de les més brillants batalles navals de la guerra.

## Context històric
Es coneixen com a Guerres Napoleòniques al conjunt de conflictes que van enfrontar a l'exèrcit francès de l'emperador Napoleó Bonaparte contra els seus oponents europeus. Les guerres van començar a 1799, amb la pujada al poder de Napoleó. La Guerra de la Cinquena Coalició va acabar el 1809 amb el Tractat de Schönbrunn, mitjançant el qual França va prendre possessió de l'única zona de l'Adriàtic que no estava sota el seu comandament: les Províncies Iliria. Amb aquest tractat no es va fer més que oficialitzar el control que ja exercia Napoleó sobre aquesta regió des de 1805 i sobretot el mar Adriàtic des del Tractat de Tilsit a 1807. En el Tractat de Tilsit, Rússia va concedir a França el control sobre la República de les Set Illes retirant les seves pròpies tropes de la regió i donant a Napoleó llibertat per actuar en l'Adriàtic. En Schöburn, Napoleó va aconseguir que Iliria passés a formar part de França i, per tant, estar sota el seu comandament directe. Això no ho havia aconseguit amb tots els seus dominis, com per exemple el Regne d'Itàlia, el qual, malgrat estar governat per l'Emperador, era nominalment independent. Aquest domini de tota la costa adriàtica li permetia transportar sense oposició les seves tropes als Balcans. L'exèrcit francès destacat en les Províncies Iliria estava preparat per a una eventual invasió franco-russa a l'Imperi Otomà. França i Rússia havien signat un acord de mutu suport militar contra els otomans.

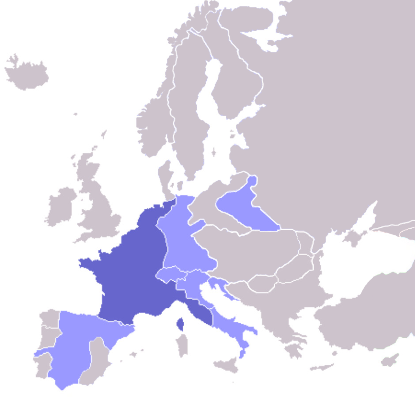
vegeu Primer Imperi Francès a començaments de l'any 1811. En blau fosc apareixen les terres baix poder directe de Napoleó, en blau clar, els estats satèl·lit.

Per interrompre les preparacions d'aquest exèrcit, la Marina Reial Britànica, que controlava la pràctica totalitat del Mediterrani des de la batalla de Trafalgar a 1805, va prendre l'illa dàlmata de Lissa a 1807 i la va usar de base per a enviar atacs costaners als ports d'Itàlia i Iliria. Amb aquestes operacions van capturar nombrosos vaixells i van provocar el pànic i nombrosos problemes al control francès de la regió. Per contrarestar els efectes de la Marina Reial, França va aprovar un projecte de construcció de vaixells en els ports italians, especialment en Venècia, i va enviar diverses fragates a protegir les drassanes. Les forces franco-venecianes del comodor Bernard Dubourdieu van ser incapaços de forçar a la petita flota anglesa de William Hoste a presentar batalla en mar obert, on la superioritat numèrica de Dubordieu li podria donar un avantatge que hagués resultat fatal per Hoste. En lloc d'això, els esquadrons anglès i francès es van dedicar a portar a terme una campanya de petites incursions durant l'any 1810.
L'octubre de 1810, Dubordieu desembarcar 700 soldats italians en Lissa aprofitant que Hoste es trobava al sud de l'Adriàtic. L'illa havia quedat sota el comandament de James Lew i Robert Kingston, els quals es van traslladar amb tota la població de l'illa i totes les seves provisions a les muntanyes. Les tropes italianes van prendre possessió de la principal ciutat de l'illa, Port Saint George, la qual van trobar completament abandonada. Els francesos i els italians van incendiar petites embarcacions del port i van capturar altres encara que no es van quedar a l'illa més de set hores, retirant-se abans que Hoste tornés. Durant la resta de l'any la situació va estar tranquil. A l'esquadró anglès se li va afegir el navili de línia HMS Montagu, amb el qual els britànics van guanyar superioritat davant els francesos.
A principis de 1811 les campanyes d'incursions es van reprendre i els continus atacs britànics al llarg de la costa italiana portar a Dubourdieu a preparar una segona invasió de Lissa. Aprofitant l'avantatge que els va donar l'absència temporal del Montagu, Dubourdieu preparar sis fragates i nombrosos vaixells menors i embarcar a 500 soldats italians liderats pel coronel Alexander Giffenga. L'esquadra formada per Dubourdieu no només superava en vaixells i homes a l'anglesa, sinó que la doblava en potència de foc. Dubordieu va planejar derrotar la flota de Hoste i després prendre l'illa, de manera que erradicaria l'amenaça anglesa a l'Adriàtic durant els següents mesos.

## Batalla

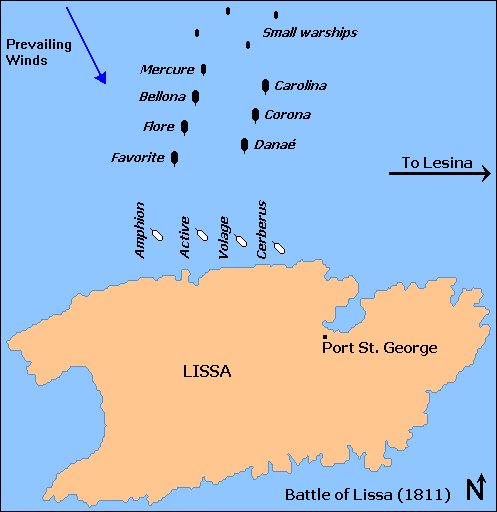
Formació de les esquadres franco-veneciana (en negre) i britànica (en blanc) poc abans de començar la batalla de Lissa.

L'esquadra de Dubordieu va ser albirada acostant-se a l'illa a les 3 del matí del dia 12 de març de 1811 pel capità Gordon des del vaixell HMS Active, el qual havia liderat una flota anglesa des de Port Saint George fins a Ancona. L'esquadra anglesa va virar cap a l'oest i va navegar a menys d'un quilòmetre de la costa esperant l'arribada dels francesos. A les sis del matí, Dubordieu es va acostar a la línia britànica des del nord-est separat en dues divisions. El comandant viatjava en el navili francès Favorite al capdavant de la divisió de sobrevent. Dubordieu confiava passar per davant de l'Active, el qual anava al capdavant de la línia anglesa, i creuar més a l'est amb el Dana, que liderava la divisió de sotavent. Pretenia trencar la columna anglesa en dues parts per destruir l'esquadra en el foc creuat.
Durant les tres hores següents, les esquadres van continuar apropant-se, encara que a causa dels suaus vents no passaven dels tres nusos. Hoste va recordar el gran efecte que va assortir entre els britànics el senyal que va enviar l'almirall Horatio Nelson abans de la batalla de Trafalgar i va decidir enviar-ell també: «Recordeu a Nelson». Aquest senyal va ser rebuda pels tripulants amb crits d'entusiasme. mesura que s'acostava a la força de Hoste, Dubordieu s'adonava que seria impossible passar per davant de l'Active causa a la velocitat dels vaixells anglesos i tampoc podria trencar la línia perquè els vaixells es trobaven molt a prop els uns dels altres. Per tant, va decidir atacar el segon vaixell de la columna britànica, el vaixell insígnia de Hoste, el HMS Amphion. El comandant francès tenia, a més d'una important avantatge en el nombre de vaixells, una gran superioritat de tropes, per la qual cosa, en cas d'abordatge, els soldats italians podrien atacar fàcilment als marins anglesos.
A les nou del matí es van produir els primers trets. Els anglesos van usar la seva major capacitat de foc per atacar els primers vaixells francesos, el Favorite i el Dana, els quals no van poder defensar-se durant els primers minuts. L'esquadra francesa va esperar un temps abans de disparar, ja que Dubordieu volia organitzar a les tropes i als mariners del Favorite per poder causar el major efecte possible en el primer atac, que estava reservat per a l'Amphion.
Hoste era conscient de les intencions de Dubordieu i de l'avantatge numèrica francesa, de manera que va ordenar armar un canó de 5,5 polzades a la coberta de l'Amphion i carregar amb 750 bales de mosquet. Quan el Favorite es trobava a escassos metres de la popa de l'Amphion, Hoste va ordenar obrir foc i el tret del canó va escombrar la coberta del vaixell francès, delmant al grup d'abordatge. Entre les dotzenes de morts i ferits es trobava Dubordieu i tots els oficials de la fragata, i el coronel Gifflenga al comandament del Favorite, Els dos vaixells insígnia seguien acostant-se mentre que la resta de les esquadres mantenien el foc. Diversos vaixells francesos es van acostar al HMS Cerberus, l'últim de l'esquadra, i van atacar durament.

### La maniobra de Hoste
Després de la mort de Dubordieu, el capità peridi, del vaixell Flore, va ordenar als vaixells francesos i venecians atacar la columna britànica directament. El danyat Favorite va liderar un intent d'envoltar l'Amphion i atacar abans que aquest pogués entaular foc creuat. La resta de l'esquadra franco-veneciana el va seguir i va intentar aprofitar la seva superioritat numèrica per vèncer els anglesos. Hoste havia previst aquesta possibilitat i immediatament va ordenar als seus vaixells que giressin, primer a l'est i després al sud, per fer mitja volta. Aquest moviment va provocar confusió entre els vaixells francesos i venecians, cosa que els va portar a desorganitzada.
El Favorite, que havia perdut a gairebé tots els seus comandaments, va ser incapaç de respondre ràpidament a aquesta maniobra i es va dirigir entre tota aquesta confusió de la costa rocosa, on encallar.
A causa de la pèrdua de Favorite la confusió en l'esquadra francesa va ser completa. La formació francesa i veneciana es va trencar i els anglesos van poder avançar als seus enemics. Els principals vaixells francesos, el Flore i el Bellona no van aconseguir més que atrapar el vaixell més endarrerit de la columna anglesa, l'Amphion, Aquest es va trobar atrapat entre les dues fragates i això va retardar l'avanç de la línia anglesa prou perquè la divisió francesa de sotavent liderada pel Dana pogués atacar el HMS Volage, que anava al capdavant de l'esquadra britànica després avançar el Cerberus durant el gir. El Volage era molt menor que el seu oponent però estava molt ben armat amb canons de curt abast que van causar aquest dany al Dana que el vaixell francès va haver d'allunyar-se per intentar atacar des d'una distància major. L'esforç del combat a aquesta gran distància inhabilitar els canons de curt abast del Volage i debilitar al vaixell, amb una sola arma amb la qual podia enfrontar-se al seu oponent.

### La cacera
Darrere del Volage i el Dana, el venecià Corona s'estava enfrontant al Cerberus en un duel a curta distància. El Cerberus va patir grans danys encara que va aconseguir causar destrosses similars al vaixell italià. Aquest intercanvi de foc va continuar fins a l'arribada de l'Active, el que va empènyer el Dana, al Corona i al Carolina a retirar-se cap a l'est.
A la cua de la línia, el Amphion aconseguir acostar-se al Flore i cosit amb foc curt. Els danys van ser tals que en menys de cinc minuts els oficials del vaixell francès arriaren la bandera, en senyal de rendició. El capità peridi havia estat greument ferit en el combat, de manera que no va prendre part dels següents moviments del Flore. El vaixell insígnia anglès procedir llavors a atacar el Bellona i en l'enfrontament, que va durar fins al migdia, va forçar el vaixell italià a rendir-se. Durant el combat, el petit vaixell Principessa Augusta disparar a l'Amphion durant un temps fins que aquest últim va poder girar un canó en la seva direcció i fer-ho retirar-se. Hoste va enviar un pot perquè prengués possessió del Bellona però a causa dels danys soferts no va poder enviar un altre per prendre el Flore. Havent donat compte de les dificultats per les que passava el Amphion, els oficials del Flore, que havien fet alguns arranjaments ràpids durant el temps que va estar apartat del combat, van decidir dirigir-se al port francès en Lesina tot i haver-se rendit unes hores enrere.
L'Active, l'únic vaixell anglès que encara estava en condicions de lluitar, va començar la persecució de l'enemic. A dos quarts d'arribar al Corona al canal entre Lissa i la petita illa de Spalmadon.
Les fragates maniobrar una al voltant de l'altra durant una hora. Els capitans Gordon i Paschaglio estaven buscant la millor posició per enfrontar-se al vaixell contrari. Els vaixells van entrar en combat a tres quarts i, després de tres quarts d'hora de lluita, l'Active va obligar el vaixell italià a rendir-se i el va abordar. L'Active també va patir grans danys i, com l'esquadra anglesa no era prou forta per continuar el combat atacant les restes de la flota francesa protegida al port de Lesina, la batalla va acabar. Els supervivents de l'esquadra franco-veneciana van aconseguir posar-se fora de perill al port. El Carolina i el Dana havien fet servir el combat entre l'Active i el Corona per escapar mentre el Flore indicava a tots els vaixells anglesos que s'havia rendit i que, tot i no tenir cap oficial britànic a bord, estava en possessió de la Marina Reial. No obstant això va aprofitar una distracció per escapolir i va aconseguir arribar a Lesina poc després del Carolina i del Dana, El petit vaixell de la flota que havia rebut l'atac al final de la batalla també va arribar a port.

### Final de la batalla
Encara que el Favorite s'havia enfonsat, més de 200 membres de la tripulació van arribar a terra i, liderats pel coronel Gifflenga, es van preparar per dirigir-se a Port Saint George i capturar-la. Els oficials al comandament de la ciutat van organitzar a la població local en una força defensiva i es van dirigir a la trobada de Gifflenga. Informar a aquest que l'esquadra anglesa tornaria aviat, portant un gran nombre de militars, artilleria i mariners. Li va proposar per tant que es rendís si volia obtenir millors condicions. Gifflenga va reconèixer que la seva posició era de clara desavantatge i va capitular.
A Port Saint George, el vaixell venecià Lodole va entrar al port sense que ningú ho albirar i va estar a punt de capturar el corsari Sicília no Vincitoire. L'atacant va ser expulsat per la petita guarnició que quedava al port.
En els mars de Lissa, les tripulacions van haver de fer grans esforços per poder portar els vaixells capturats al port. El Corona estava cremant causa de la seva enfrontament amb l'Active i van haver d'unir-se els mariners anglesos i els italians per apagar un foc. Finalment van aconseguir controlar l'incendi però després de perdre cinc homes i les greus cremades d'altres tants quan part del vaixell es va ensorrar. A bord del Bellona també hi va haver problemes. El capità Duodo havia planejat calar foc al magatzem de pólvora després de la seva rendició, però va resultar mortalment ferit durant el combat, per la qual cosa li va encarregar aquesta missió al segon al comandament. Tot i haver-li promès fer-ho, va preferir entregar-li el control del vaixell als anglesos quan aquests van venir a prendre possessió.
Hoste també es va quedar al mar, dirigint el malmès Amphion molt a prop de l'abast de les bateries del port de Lesina. Hoste estava enfadat amb el comportament dels oficials del Flore i va enviar un missatge a Lesina demanant que se li lliurés el vaixell que se'ls havia rendit. En rendir-se i després fugir els oficials del vaixell francès havien trencat una norma no escrita de la guerra naval, segons la qual, si un vaixell arriar la bandera voluntàriament en un enfrontament per evitar més baixes significava que els oficials entregaven el vaixell a l'enemic. 'El Flore havia pogut passar tranquil·lament entre els altres vaixells anglesos perquè havia reconegut haver-se rendit i perquè a la Marina Anglesa es opinava que trencar la norma abans descrita era completament deshonrós. Els francesos no van contestar a Hoste i l'esquadra anglesa va haver de tornar finalment a fer arranjaments en els vaixells.

## Conseqüències
Les baixes en ambdós bàndols van ser altes. Els vaixells britànics van perdre a 190 homes entre morts i ferits durant el combat i un nombre indeterminat durant l'incendi del Corona, Els capitans Hoste i Hornby resultar greument ferits i tota l'esquadra anglesa necessitava reparacions urgents abans de tornar a solcar la mar. A l'esquadra franco-italiana la situació va resultar fins i tot pitjor, encara que no es tenen dades concretes sobre les baixes. Almenys van morir 150 homes a bord del Favorite durant la batalla i el posterior enfonsament i tots els supervivents van ser presos com a presoners després rendir abans d'atacar Port Saint George. El Bellona va patir 70 baixes i les pèrdues del Corona van ser també força altes. Dels vaixells que van aconseguir escapar hi ha poques dades de les pèrdues de vides, però tots van necessitar importants reparacions. S'estima que les baixes totals de francesos i italians ronda les 700 vides. Les pèrdues entre els oficials van ser força altes, ja que van resultar morts tant el comodor Dubourdieu i els capitans Meillerie i Duodo,
Hoste insistir molt aviat en el seu dret sobre el Flore encara Villon, el capità del Dana, que havia assumit el comandament de la flota, l'hi va denegar i no li va tornar el vaixell rendit. Els vaixells francesos i italians que van sobreviure al combat van ser portats en un principi a Ragusa mentre esperaven que arribessin subministraments per poder continuar amb la campanya contra els anglesos. No obstant això una esquadra anglesa va descobrir i va enfonsar a Parenzo al vaixell que transportava els subministraments, aconseguint expulsar a tots els francesos de la zona. En Gran Bretanya, la gesta d'Hoste va ser obertament lloada i tots els tinents de l'esquadró van ser ascendits a comandants i els capitans van rebre una medalla. A l'arribar a Anglaterra, el Corona i el Bellona van ser reparats i posteriorment comprats per servir a la Marina Reial, i renom com HMS Daedalus i HMS Dover, respectivament. El Daedalus va ser reutilitzat el 1812 però es va enfonsar un any més tard en Ceilan.
La superioritat numèrica a la regió estava assegurada després de la batalla. Quan els reforços francesos cap a l'Adriàtic al 25 de març des de Toló, van ser capturats pel capità Robert Otway al comandament del HMS Ayax abans que passessin Còrsega. Durant tot el que quedava de l'any 1811 les fragates franceses i angleses van continuar navegant a l'Adriàtic, tenint un altre enfrontament el 29 de novembre, durant el qual l'esquadra francesa va patir una altra estrepitosa derrota.
A llarg termini, la Batalla de Lissa va tenir importants repercussions. La destrucció del Favorite, un dels més grans i més ben preparats vaixells de la Marina Francesa i la mort de l'agressiu Dubourdieu van acabar amb la possibilitat dels francesos d'atacar els Balcans i enfrontar-se a l'Imperi Otomà.

## Ordre de batalla
| Esquadra del capità Hoste                         | Esquadra del capità Hoste | Esquadra del capità Hoste | Esquadra del capità Hoste     | Esquadra del capità Hoste | Esquadra del capità Hoste | Esquadra del capità Hoste | Esquadra del capità Hoste | Esquadra del capità Hoste | Esquadra del capità Hoste | Esquadra del capità Hoste |
| Vaixell                                           | Canons                    | Flota                     | Comandant                     | Baixes                    | Baixes                    | Baixes                    | Notes                     |                           |                           |                           |
| Vaixell                                           | Canons                    | Flota                     | Comandant                     | Morts                     | Ferits                    | Total                     | Notes                     |                           |                           |                           |
| ------------------------------------------------- | ------------------------- | ------------------------- | ----------------------------- | ------------------------- | ------------------------- | ------------------------- | ------------------------- | ------------------------- | ------------------------- | ------------------------- |
| HMS Active                                        | 38                        | Royal Navy                | Capità James Alexander Gordon | 4                         | 24                        | 28                        |                           |                           |                           |                           |
| HMS Amphion                                       | 32                        | Royal Navy                | Capità William Hoste          | 15                        | 47                        | 62                        |                           |                           |                           |                           |
| HMS Volage                                        | 22                        | Royal Navy                | Capità Phipps Hornby          | 13                        | 33                        | 46                        |                           |                           |                           |                           |
| HMS Cerberus                                      | 32                        | Royal Navy                | Capità Henry Whitby           | 13                        | 41                        | 54                        |                           |                           |                           |                           |
| Baixes: 45 morts, 145 ferits, 190 baixes en total |                           |                           |                               |                           |                           |                           |                           |                           |                           |                           |

| L'esquadra de Dubordieu anava acompanyada pel bergantí Mercure, les dues petites goletes Principessa Augusta i Principessa di Bologna, el xabec Eugenio i dos troneres. Cap d'aquests va resultar seriosament danyat. A més la flota transport a 500 soldats italians dirigits per Alexander Gifflenga. |
| Baixes: aproximadament 700 morts, ferits o capturats. |
| Referències: Gardiner, pàg. 173; Henderson, pàg. 112; James, pàg. 351; Smith, pàg. 356; Woodman, pàg. 253 |

- ! indica que l'oficial va resultar mort en combat o per les ferides en aquest.
- = Marina Reial Britànica
 = Armada Francesa
 = Armada del Regne d'Itàlia.